# 오버하우젠 영화제

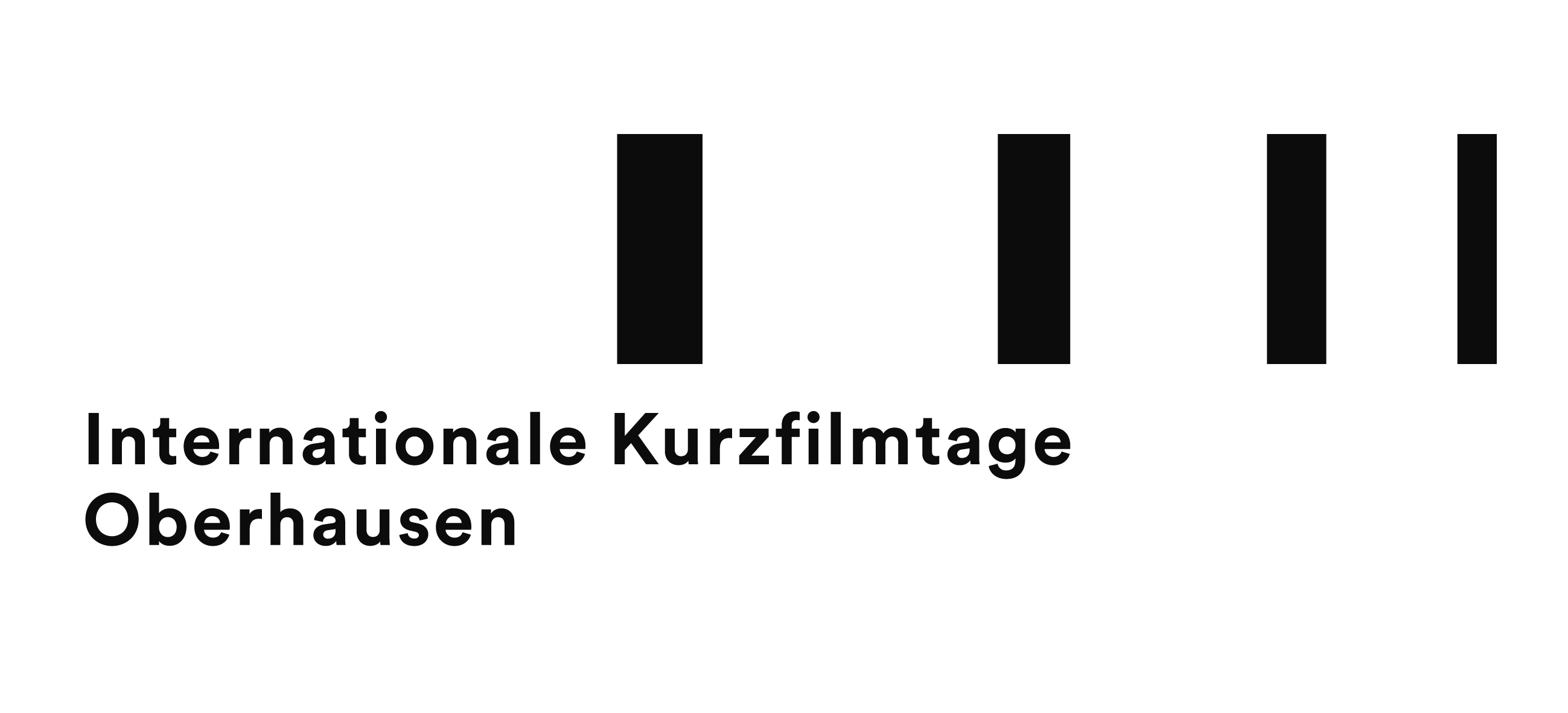

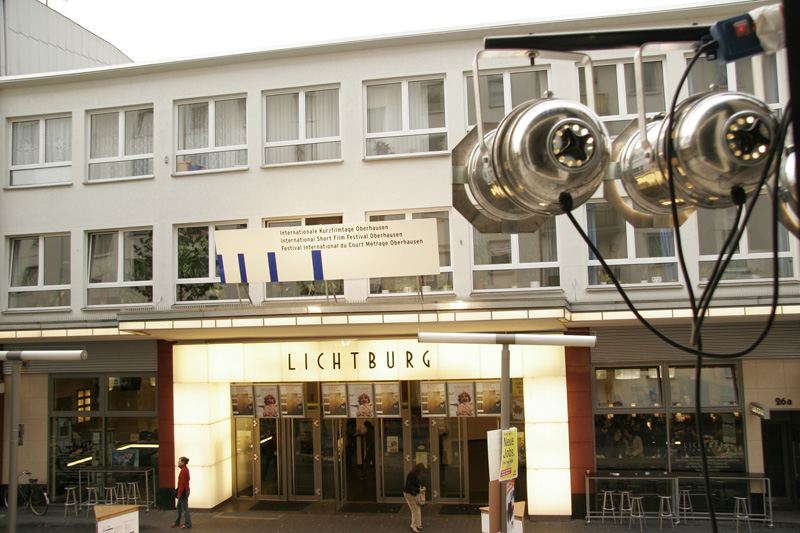

오버하우젠 국제단편영화제(International Short Film Festival Oberhausen)는 1954년 설립된, 세계에서 가장 오래된 단편 영화제들 중 하나이다. 오버하우젠에서 개최되는 이 영화제는 단편 영화의 주요 국제 플랫폼들 중 하나이다. 해외영화, 독일영화, 어린이영화, 뮤직비디오 부문이 있다.

## 개요
1962년 제8회 영화제에서 알렉잔더 클루게 등 젊은 감독들이 오버하우젠 선언을 발표하였다.

## 커리어
오버하우젠 영화제의 긴 역사 가운데 수많은 커리어가 성공적인 스타트를 끊었다. 오버하우젠의 초기 작품을 공개했던 영화제작자들과 아티스트들 중 일부는 다음과 같다:
- 앤드리아 아널드
- 베라 치틸로바
- 밀로스 포만
- 베르너 헤어초크
- 요리스 이벤스
- 미란다 줄라이
- 로만 폴란스키
- 피필로티 리스트
- 마틴 스코세이지
- 서보 이슈트반
- 아녜스 바르다